# Pinkpop 2022
Pinkpop 2022 was de eenenvijftigste editie van het Nederlandse muziekfestival Pinkpop en de drieëndertigste editie in Landgraaf. Het festival vond plaats op 17, 18 en 19 juni 2022.

## Pinksteren
De naam Pinkpop is afgeleid van de namen Pinksteren en Popmuziek. Alle edities tot en met 2007 vonden ook plaats tijdens Pinksteren, maar er werd daarna van afgeweken in  2008, 2010, 2013, 2015, 2016, 2018 en de editie in 2022.
Ook de editie van 2020 zou niet tijdens Pinksteren plaatsvinden, maar deze werd voortijdig afgelast in verband met maatregelen tijdens de coronacrisis.

## Schema
De headliners van de verschillende dagen zijn vetgedrukt.

### Vrijdag 17 juni
| Tijd          | South Stage       | IBA Parkstad Stage  | Tent stage | Stage 4                           |
| ------------- | ----------------- | ------------------- | ---------- | --------------------------------- |
| 12:45 – 13:30 |                   | Elle Hollis         |            |                                   |
| 13:30 – 14:30 | MY BABY           |                     |            | Ten Times A Million 13:30 – 14:15 |
| 14:30 – 15:30 |                   | Floor Jansen        | Antoon     | JC Stewart 15:00 – 15:45          |
| 15:30 – 16:30 | Danny Vera        |                     |            | JC Stewart 15:00 – 15:45          |
| 16:30 – 17:30 |                   | Idles               | Blaudzun   | Smash Into Pieces 16:30 – 17:15   |
| 17:30 – 18:30 | Nightwish         |                     |            | Grandson 18:00 – 18:45            |
| 18:30 – 19:30 |                   | Greta Van Fleet     | Froukje    | Grandson 18:00 – 18:45            |
| 19:30 – 20:50 | Twenty One Pilots |                     |            | WIES 19:30 – 20:15                |
| 20:50 – 21:50 |                   | Nothing But Thieves | Parcels    | Sylvie Kreusch 21:00 – 21:45      |
| 22:00 – 00:00 | Metallica         |                     |            |                                   |

### Zaterdag 18 juni
| Tijd          | South Stage                                   | IBA Parkstad Stage       | Tent stage                      | Stage 4                   |
| ------------- | --------------------------------------------- | ------------------------ | ------------------------------- | ------------------------- |
| 12:30 – 13:15 |                                               | Son Mieux                | Nona                            |                           |
| 13:15 – 14:15 | Ronnie Flex & The Fam                         |                          |                                 | Ramkot 13:15 – 13:55      |
| 14:15 – 15:15 |                                               | Selah Sue                | Frank Carter & The Rattlesnakes | Remme 14:40 – 15:25       |
| 15:15 – 16:15 | Crowded House                                 |                          |                                 | Remme 14:40 – 15:25       |
| 15:15 – 16:15 | Crowded House                                 | SAINT PHNX 16:10 – 16:55 |                                 |                           |
| 16:15 – 17:15 |                                               | Chef'Special             | Courtney Barnett                |                           |
| 17:15 – 18:15 | KALEO                                         |                          |                                 | KennyHoopla 17:40 – 18:25 |
| 18:15 – 19:15 |                                               | Deftones                 | Tones and I                     | KennyHoopla 17:40 – 18:25 |
| 18:15 – 19:15 | the Last Internationale 19:10 – 19:55         | Deftones                 | Tones and I                     |                           |
| 19:15- 20:15  | Måneskin                                      |                          |                                 |                           |
| 20:15- 21:15  |                                               | Royal Blood              | Lost Frequencies – Live         | Mimi Webb 20:40 – 21:20   |
| 21:15 – 21:25 | Afscheid van Jan Smeets als festivaldirecteur |                          |                                 | Mimi Webb 20:40 – 21:20   |
| 21:00 – 00:00 | Pearl Jam                                     |                          |                                 |                           |

### Zondag 19 juni
| Tijd          | South Stage         | IBA Parkstad Stage | Tent stage                    | Stage 4                         |
| ------------- | ------------------- | ------------------ | ----------------------------- | ------------------------------- |
| 12:45 – 13:30 |                     | Joost              | Navarone                      |                                 |
| 13:30 – 14:30 | Maan                |                    |                               | Dead Poet Society 14:30 – 14:15 |
| 14:30 – 15:30 |                     | Turnstile          | Mother Mother                 | W.H. Lung 15:00 – 15:45         |
| 15:30 – 16:30 | Ziggy Marley        |                    |                               | W.H. Lung 15:00 – 15:45         |
| 16:30 – 17:30 |                     | Zara Larsson       | Inhaler                       | Hang Youth 16:30 – 17:15        |
| 17:30 – 18:30 | De Staat            |                    |                               | MEAU 18:00 – 18:45              |
| 18:30 – 19:30 |                     | Dermot Kennedy     | Interpol                      | MEAU 18:00 – 18:45              |
| 19:30 – 20:30 | Nile Rodgers & Chic |                    |                               | Sea Girls 19:30 – 20:15         |
| 20:30 – 21:45 |                     | Volbeat            | Eefje de Visser 20:40 – 21:45 | Rare Americans 21:00 – 21:45    |
| 22:00 – 00:00 | Imagine Dragons     |                    |                               |                                 |